# نیل فین
نیل مولین فین (به انگلیسی: Neil Mullane Finn) (متولد 27 می 1958) خواننده و نوازنده نیوزلندی است. او به همراه برادرش تیم فین، عضو هیئت مدیره اسپلیت انز بود. اسپلیت انز پروژه ای بود که پس از اینکه توسط تیم فین و دیگران تأسیس شد، نیل به آن پیوست و سپس پیشگام برای تأسیس گروه کرادد هوس شد. او همچنین چندین آلبوم انفرادی موفق را ضبط کرده و آهنگسازان متنوعی را برای پروژه «تصادف 7 جهان» در کنار یکدیگر جمع کرده‌است. اد اوبراین، و همچنین گیتاریست ریدیوهد، فین را به عنوان «درخشان‌ترین نویسنده آهنگ‌های عالی» مورد ستایش قرار دادند.

## شهرت
فین در اواخر دهه ۱۹۷۰ با اسپلیت انز به شهرت رسید و آهنگ‌های موفق " One Step Ahead "، " تاریخ هرگز تکرار نمی‌شود "، " می‌گیرمت " و " پیامی به دخترم "، و… را نوشت. پس از اسپلیت انز در سال ۱۹۸۴، فین به شهرتی بین‌المللی رسید. در حالی که برادرش تیم به انگلستان مهاجرت کرد، نیل بنیان‎گذار کراودد هوس با آخرین درامرز اسپلیت انز، پاول هستر در سال ۱۹۸۵ شد. این گروه موفق به کسب شهرت و موفقیتی بین‌المللی در سال ۱۹۸۷ شد، زمانی که آنها نسخهٔ " رویای آن را نداشته باش " را منتشر کرد، که آن نیز توسط نیل نوشته شده بود.
او در سال ۱۹۹۶ به کراودد هاوس خاتمه داد تا گروه به شهرت نسبتاً بیشتری دست یابد و دو آلبوم با برادرش تیم به نام برادران فین منتشر کرد. در سال ۲۰۰۶، پس از مرگ درامرز، پل هستر، فین کراودد هوس را اصلاح کرد (با افزودن متل شرودر، درامر سابق بک هانسن) و اولین آلبوم استودیویی خود را در طول ۱۳ سال، به نام زمان بر روی زمین منتشر کرد و پس از آن، گروه یک تور جهانی را آغاز کرد. در سال ۲۰۱۰، فین تور جهانی دیگری با کراودد هاوس در حمایت از انتشار خود در سال ۲۰۱۰، به نام Intriguer آغاز کرد. در فوریه ۲۰۱۴، فین سومین آلبوم خود را، "دیزی هایتز" منتشر کرد.
در تاریخ ۹ آوریل ۲۰۱۸ اعلام شد که فین قرار است با گروه «فلتود مک» در بخشی از تور آینده خود در سال ۲۰۱۸، جایگزین لیندسی باکینگهام، اجرایی برگزار کند.

## فیلم و تلویزیون
فین در ساخت موسیقی‌هایی در زمینه موسیقی متن فیلم و تلویزیون از جمله باران، بوستون لیگال، بوستون پابلیک، بازی انتظار، مورچه ای به نام زی و شب ورزش همکاری کرده‌است. در سال ۲۰۱۲، فین آهنگ "کوه تنهایی " را ضبط کرد، که در انتهای اقتباس فیلم پیتر جکسون " هابیت: یک سفر غیر منتظره به شهرت رسید.

## ترانه‌شناسی نیل فین
این ترانه‌شناسی تنها مربوط به انتشار انفرادی توسط نیل فین است.
| عنوان                                                              | جزئیات | نمودار فروش | نمودار فروش | نمودار فروش | نمودار فروش | نمودار فروش | نمودار فروش            |
| عنوان                                                              | جزئیات | NZ          | AUS         | انگلستان    | NOR         | NLD         | ایالات متحده (هیت شده) |
| ------------------------------------------------------------------ | --- | ----------- | ----------- | ----------- | ----------- | ----------- | ---------------------- |
| سعی کنید این سوت را بزنید                                          | - تاریخ انتشار: ۱۶ ژوئن ۱۹۹۸ - لیبل: پارلفون (72434 95139 2 1)                                                           | ۱           | ۱           | ۵           | ۱۸          | ۸۸          | ۱۹                     |
| جلساتی در غرب ۵۴                                                   | - بخشی از سریال تلویزیونی جلساتی در غرب ۵۴. - تاریخ انتشار: ۱۹ دسامبر ۲۰۰۰ - لیبل: سونی بی ام جی                         | -           | -           | -           | -           | -           | -                      |
| یک نیل                                                             | - در سال ۲۰۰۲ با عنوان One All در ایالات متحده منتشر شد. - تاریخ انتشار: ۱۹ مارس ۲۰۰۱ - برچسب: پارلفون(7243 5 32112 2 6) | ۱           | ۹           | ۱۴          | -           | -           | ۲۶                     |
| تصادف ۷ جهان                                                       | - تاریخ انتشار: ۲۶ فوریه ۲۰۰۲ - برچسب: پارلفون(5366452)                                                                  | ۵           | -           | ۱۴۰         | -           | -           | ۴۵                     |
| خورشید بیرون آمد                                                   | - تاریخ انتشار: ۳۱ اوت ۲۰۰۹ - برچسب: سونی (88697583451)                                                                  | ۲           | ۳۹          | ۵۸          | -           | -           | -                      |
| راه خودتو برو                                                      | - با پل کلی - انتشار: ۸ نوامبر ۲۰۱۳ - برچسب: ایمی (3758245)                                                              | -           | ۵           | -           | -           | -           | -                      |
| دیزی هایتز                                                         | - تاریخ انتشار: ۷ فوریه ۲۰۱۴ - برچسب: لستر، کوبالت                                                                       | ۵           | ۶           | ۲۲          | -           | ۵۳          | -                      |
| خارج از سکوت                                                       | - انتشار: ۱ سپتامبر ۲۰۱۷ - برچسب: لستر                                                                                   | 10          | 9           | ۷۱          | -           | -           | -                      |
| چراغ قوه (با لیام فین)                                             | - تاریخ انتشار: ۲۴ اوت ۲۰۱۸ - برچسب: اینتریا، پیاس                                                                       | 8           | 21          | 83          | -           | -           | -                      |
| "-" نشان دهنده یک ضبط است که در آن کشور ثبت نشده یا منتشر نشده‌است. | |             |             |             |             |             |                        |

### تک آهنگها
| عنوان                                                             | سال  | نمودار فروش | نمودار فروش | نمودار فروش | نمودار فروش      | آلبوم                     |
| عنوان                                                             | سال  | NZ          | استرالیا    | انگلستان    | AAA ایالات متحده | آلبوم                     |
| ----------------------------------------------------------------- | ---- | ----------- | ----------- | ----------- | ---------------- | ------------------------- |
| " پیامی به دخترم "ENZSO با نیل فین)                               | ۱۹۹۶ | -           | ۵۶          | -           | -                | ENZSO                     |
| " گناهکار "                                                       | ۱۹۹۸ | -           | ۴۰          | ۳۹          | ۱۲               | سعی کنید این سوت را بزنید |
| " او راه خود را دارد "                                            | ۱۹۹۸ | ۱۹          | ۶۱          | ۲۶          | -                | سعی کنید این سوت را بزنید |
| "آخرین ایستاده"                                                   | ۱۹۹۹ | -           | -           | -           | -                | سعی کنید این سوت را بزنید |
| " من اکنون می‌توانم به‌طور واضح ببینم "                             | ۱۹۹۹ | ۱۶          | ۸۸          | -           | -                | غیر تک آهنگ               |
| "آیا می‌توانید ما را بشنوید"                                       | ۱۹۹۹ | ۱           | -           | -           | -                | غیر تک آهنگ               |
| "بقیه روز خاموش"                                                  | ۲۰۰۱ | ۲۹          | ۷۷          | -           | -                | یک نیل                    |
| "هر کجا که هستی"                                                  | ۲۰۰۱ | -           | -           | ۳۲          | -                | یک نیل                    |
| "آخرین دانستن"                                                    | ۲۰۰۱ | -           | -           | -           | -                | یک نیل                    |
| "سوراخی در یخ"                                                    | ۲۰۰۱ | -           | -           | ۴۳          | -                | یک نیل                    |
| " نوری هست که هرگز خاموش نمی‌شود "                                 | ۲۰۰۱ | -           | -           | -           | -                | تصادف ۷ جهان              |
| "رانندگی من دیوانه"                                               | ۲۰۰۲ | -           | -           | -           | ۱۷               | یکی همه                   |
| "دیزی هایتز"                                                      | ۲۰۱۴ | -           | -           | -           | -                | دیزی هایتز                |
| "پرواز در چهره عشق"                                               | ۲۰۱۴ | -           | -           | -           | -                | دیزی هایتز                |
| "بیش از یکی از شما"                                               | ۲۰۱۷ | -           | -           | -           | -                | خارج از سکوت              |
| "طبیعت دوم"                                                       | ۲۰۱۷ | -           | -           | -           | -                | خارج از سکوت              |
| "-" نشان دهنده یک ضبط است که در آن کشورثبت نشده یا منتشر نشده‌است. |      |             |             |             |                  |                           |